# Ensayo clínico adaptivo
Un ensayo clínico adaptivo es un ensayo clínico que evalúa un dispositivo o tratamiento médico mediante la observación de los resultados de los participantes (y posiblemente otras medidas, como los efectos secundarios) según un cronograma establecido, y modificando los parámetros del protocolo del ensayo de acuerdo a las observaciones. Generalmente, el proceso de adaptación continúa durante el ensayo, como se estableció en el protocolo del ensayo. Las modificaciones pueden incluir la dosificación, el tamaño de muestra, el fármaco en investigación, los criterios de selección de los pacientes y un cóctel de medicamentos.[1] En algunos casos, los ensayos se han convertido en un proceso continuo que regularmente agrega y quita terapias y grupos de pacientes a medida que se obtiene más información. Lo importante es que el protocolo del ensayo se establezca antes del comienzo del ensayo; el protocolo preestablece el cronograma y los procesos de adaptación.
El objetivo de un ensayo adaptivo es identificar de manera más rápida fármacos o dispositivos que tienen un efecto terapéutico, y enfocarse en una población de pacientes para quienes el fármaco es apropiado. Una modificación clave es ajustar los niveles de dosificación. Tradicionalmente, las reacciones no adversas de los pacientes no se consideran hasta que el ensayo finaliza.

## Historia
En 2004, la Administración de Medicamentos y Alimentación (FDA) de los Estados Unidos inició la Strategic Path Initiative (Iniciativa del Trayecto Estratégico) para modificar la manera en que los fármacos van del laboratorio al mercado. Esta iniciativa apuntaba a abordar los altos niveles de desgaste observados en la fase clínica. También intentaba ofrecer flexibilidad a los investigadores para encontrar los máximos beneficios clínicos sin afectar la validez del estudio. Inicialmente, los ensayos clínicos adaptivos ocurrían bajo este régimen.
La FDA emitió un borrador de la guía del diseño de ensayos adaptivos en 2010. En 2012, el Comité de Asesores del Presidente en Ciencia y Tecnología (President's Council of Advisors on Science and Technology: PCAST) recomendó que la FDA "gestione proyectos pilotos para explorar mecanismos de aprobación adaptivos para generar pruebas durante el ciclo de vida útil de un fármaco desde la fase anterior a la comercialización hasta la vigilancia posterior a  la comercialización." Mientras no está relacionado específicamente con los ensayos clínicos, el Consejo también recomendó que la FDA "haga pleno uso de la autorización rápida para todos los fármacos que cumplen el criterio establecido de dirigirse a una necesidad insatisfecha para una seria o mortal enfermedad, y demostrando un impacto en el resultado clínico aparte de supervivencia o morbilidad irreversible, o en un criterio de valoración indirecto, probablemente para predecir beneficios clínicos."[5]
En el período 2007–2009, el Departamento de Bioestadisticas en el Centro Oncológico MD Anderson manejaban 89 ensayos bayesianos adaptivos, 36% del total de los diseñados por la universidad.[6]

## Proyecto de guía del diseño de ensayos adaptivos de la FDA
El proyecto de guía del diseño de ensayos adaptivos de la FDA es un documento de 50 páginas que cubre amplios e importantes temas “como ... qué aspectos del diseño de ensayos adaptivos (clínicos, estadísticos, regulatorios) pide una consideración especial, ... cuándo interactuar con la FDA mientras se planean y conducen estudios de diseño adaptivo, ... qué información incluir en el diseño adaptivo para la revisión de la FDA, y ... asuntos a considerar en la  evaluación de un estudio de diseño adaptivo completo.” Los intentos fueron realizados para fragmentar la guía y hacerlo más accesible . Archivado el 22 de julio de 2018 en Wayback Machine.

## Diseños Bayesianos
Según la guía de la FDA, un ensayo Bayesiano adaptivo puede implicar:[7]
- Revisiones interinas para parar o ajustar la acumulación de pacientes
- Revisiones interinas para evaluar la conclusión temprana del ensayo ya sea por éxito, inutilidad o daño
- Invirtiendo la hipótesis de la no inferioridad a superioridad o viceversa
- Descenso de grupos o dosis o ajuste de la dosis
- Modificación de la tasa de aleatoriedad para aumentar la probabilidad de que un paciente sea asignado al grupo más apropiado

## Logística
La logística de gestión tradicional , formatos fijos de ensayos clínicos son bastantes complejos. Adaptando el diseño a medida que se obtienen resultados añade a la complejidad de diseño, control, suministro de medicamentos, recopilación de datos y aleatorización. Aun así, según la PCAST "Un enfoque es centrar estudios en subgrupos específicos de pacientes que más se beneficiarían, detectados basados en marcadores biológicos válidos. En algunos casos, el uso de marcadores biológicos válidos pueden hacer posible un dramático descenso del tamaño de muestra requerida para lograr relevancia estadística—por ejemplo, de 1500 a 50 pacientes."[8]</ref>

## Enfermedades diana

### Cáncer de mama
Un diseño de ensayo adaptivo habilitó dos fármacos experimentales de cáncer de mama para proporcionar resultados prometedores después de solo  seis meses de prueba, más corto que lo habitual. Los investigadores evaluaron los resultados mientras el ensayo estaba en proceso y encontraron que el cáncer había sido erradicado en más de la mitad de un grupo de pacientes. El ensayo, conocido como I-Espía 2, probó 12 fármacos experimentales.

#### I-ESPÍA 1
Para su antecesor I-ESPÍA 1, 10 centros de cáncer y el Instituto Nacional de Cáncer (programa ESPORA del NCI y los grupos cooperativos del NCI) colaboraron para identificar indicadores de respuesta que pudieran pronosticar de mejor manera la supervivencia para mujeres con cáncer de mama de riesgo alto. Durante el período 2002–2006, el estudio controló 237 pacientes sometidos a terapia neoadyuvante antes de cirugía. Iterativas IRM y muestras de tejidos monitorean la biología de los pacientes a la quimioterapia dada en un entorno neoadyuvante, o un marco pre-quirúrgico. Evaluar el impacto directo de la quimioterapia sobre el tejido del tumor toma mucho menos tiempo que monitorear resultados en miles de pacientes sobre largos períodos de tiempo. El enfoque ayudó a estandarizar la imaginología y los procesos de muestreo del tumor, y llevó a minimizar los ensayos. Los hallazgos claves incluían que la respuesta del tumor era un bueno indicador de supervivencia del paciente, y que la reducción del tumor  durante el tratamiento era un buen indicador de resultado a plazo largo. Lo más importante es que la mayoría de los  tumores identificados como de alto riesgo a través de la firma molecular. Sin embargo, la heterogeneidad dentro de este grupo de mujeres y midiendo respuestas dentro de los subtipos de tumores era más informativos que verlo de manera grupal. Dentro de las firmas genéticas, el nivel de respuesta al tratamiento parece ser un razonable indicador de resultado. Además, su base de datos compartida favoreció el entendimiento de la respuesta de los fármaco y generó nuevos objetivos y agentes para ensayos suplementarios.[9]

#### I-ESPÍA 2
I-ESPÍA 2 es un ensayo clínico adaptivo de múltiples regímenes de tratamiento Fase 2 combinados con quimioterapia estándar. I-ESPÍA 2 vinculó 19 centros académicos de cáncer, dos centros comunitarios, la FDA, las compañías farmacéuticas y biotecnológicas del NCI, defensores del paciente y socios filantrópicos. El ensayo está patrocinada por Biomarker Consortium of the Foundation del NIH (FNIH), y es codirigido por el FNIH y el QuantumLeap Healthcare Collaborative. I-ESPÍA 2 fue diseñado para explorar la hipótesis de que las diferentes combinaciones de terapias contra el cáncer tienen varios niveles de éxito según el paciente. Los ensayos clínicos convencionales que evalúan la respuesta del tumor post-cirugía requiere un ensayo separado con largos intervalos y grandes grupos para probar cada combinación. En cambio, I-ESPÍA 2 está organizado como un proceso continuo. Evalúa eficientemente múltiples regímenes de terapia confiando en las predicciones desarrolladas en I-ESPÍA 1 que ayude a determinar rápidamente si los pacientes con una firma genética particular responderán a un régimen de tratamiento dado. El ensayo es adaptivo en lo que los investigadores aprenden a medida que avanza, y no continúan tratamientos que parecen ser ineficaces. Todos los pacientes se categorizan en base de los marcadores tisulares y de las imágenes obtenidos de manera anticipada y de forma repetitiva (los marcadores de un paciente pueden cambiar con el tiempo) durante el ensayo, de modo que los conocimientos tempranos puedan guiar tratamientos para futuros pacientes. Tratamientos que demuestran efectos positivos para un grupo de pacientes pueden llevar a ensayos clínicos confirmatorios; mientras que aquellos que no, son rápidamente marginados. Lo importante es que los ensayos confirmatorios pueden servir como camino para la Aprobación Acelerada de la FDA. I-ESPÍA 2 puede simultáneamente evaluar candidatos desarrollados por múltiples compañías, intensificar o eliminar los fármacos en base a resultados inmediatos. Utilizar un solo grupo estándar como comparación para todos los candidatos en el ensayo salva costos significativos en la fase clínica individual N.º 3. Todos los datos son compartidos a través de la industria.[9] A partir de enero de 2016, I-ESPÍA 2  compara 11 tratamientos nuevos en contra las terapias estándar, y se estima su finalización en septiembre de 2017. A mediados de 2016 varios tratamientos habían sido seleccionados para etapas finales de ensayo.

### Alzheimer
Investigadores planean utilizar un diseño de ensayo adaptivo para ayudar a la aceleración de los tratamientos de Alzheimer, con un presupuesto de 53 millones de euros. Bajo la iniciativa, el primer ensayo comenzó en 2015 e implicó alrededor de una docena de compañías.

## Riesgos
Los ensayos más cortos pueden no revelar riesgos a largo plazo, como el regreso de un cáncer.